# Morteruelo
El morteruelo és un plat típic de l'interior valencià (Vall de Cofrents, la Plana d'Utiel) i de zones de La Manxa castellana (Conca, Albacete). És una espècie de pasta confeccionada amb fetge de porc (en ocasions s'afegeixen altres carns de caça menor, llom de porc, pollastre, conill, etc.), espècies i pa ratllat. Rep el nom del morter, estri de cuina en el que es piconen els ingredients. S'ha comparat al paté.
Hi existeixen referències documentals d'aquest plat, amb altra denominació, en el Fur de Molina, al segle xi. Rupert de Nola l'anomena al Llibre del Coch dins del capítol dels potatges, i aconsella fregir pa dur, formatge d'Aragó i un cuixa de moltó cuita, piconat tot junt en el morter i diluït amb llet de cabra i ametlles. Es deixa coure i es decora amb cilantre. En català s'anomena morterol, com apareix a la Carta Cibariorum o Libre de les viandes de la Canònica de Tortosa (1350) i es feia amb pa torrat, formatge, canyella i mel.[3]

## Elaboració
El morteruelo alterna fetge de porc i carn de caça. S'ofega el fetge amb oli i all; després es posa a bullir a l'aigua amb les espècies, el pa ratllar i altres carns, si escauen. La cocció ha de ser intensa per a que es desfaça la mescla. Posteriorment, es trauen de la cassola i es piconen al morter. Es fregeix all i s'afegeix tot el producte cuit al mateix oli. S'afegeix pimentó i altres espècies, i es remou amb el brou de la cocció, a baixa velocitat, fins a aconseguir una pasta. Es pot passar per la batedora. I finalment, es decora amb daus de pa fregit.